# Шифр КФ
Шифр КФ («классификация ферментов»), или код фермента, англ. EC number — классификационный номер фермента по международной иерархической классификации. Принятая система классифицирует ферменты по группам и индексирует индивидуальные ферменты, что важно для стандартизации исследований.
Классификация ферментов основана и периодически обновляется Комиссией по ферментам (англ. Enzyme commission, отсюда термин «EC number», принятый в англоязычной литературе) при Международном союзе биохимии и молекулярной биологии. Каждый шифр КФ ассоциирован также с рекомендованным названием соответствующего фермента. Классифицировано более 3500 ферментов.

## Принцип классификации
Классификация ферментов учитывает реакционную и субстратную специфичности ферментов, а не их белковую структуру. Шифр КФ определяет химическую реакцию, катализируемую ферментом. По этой причине аналогичные ферменты (иногда десятки) из различных организмов имеют один КФ, несмотря на структурные различия.
Иногда различные ферменты одного организма имеют один КФ. Например, панкреатическая липаза и печёночная липаза обе принадлежат к КФ 3.1.1.3, поскольку катализируют одну и ту же химическую реакцию (гидролиз эфирной связи в триглицериде), хотя первый фермент является ферментом пищеварения и работает в кишечнике, а второй относится к ферментам обмена липопротеинов в крови.
Существует база данных UniProt
, которая идентифицирует каждый белок по его первичной последовательности. Обе базы данных дополняют друг друга.

## Формат шифра
Каждый классификационный номер содержит сокращение КФ и последовательность из четырёх чисел, разделённых точками, и составляется по определенному принципу. Каждое последующее число представляет собой всё более и более уточняющую классификацию фермента. Так как база данных постоянно обновляется, коды могут меняться, причём коды некоторых уровней могут оставаться незаполненными.

### Класс
- Код первого уровня (первое число, может быть от 1 до 7) указывает номер одного из семи главных классов ферментов (см. таблицу Коды первого уровня).

### Подкласс
- Код второго уровня (второе число) означает подкласс, характеризующий основные виды субстратов, участвующих в данном типе химических реакций. Например, у трансфераз вторая цифра указывает на природу той группы, которая подвергается переносу, у гидролаз — на тип гидролизуемой связи и т. д.

### Под-подкласс
- Код третьего уровня (третье число) определяет более частные подгруппы (под-подклассы), отличающиеся природой химических соединений доноров или акцепторов, участвующих в данной подгруппе реакций. У гидролаз, например, эта цифра уточняет тип гидролизуемой связи, а у лиаз — тип отщепляемой группы и т. д. Первые 3 числа шифра точно определяют тип фермента.

### Код четвёртого уровня
Наконец, все ферменты, относящиеся к данному под-подклассу, получают свой порядковый номер (четвёртое число в шифре).
- Например, глюкозоксидазе присвоен шифр КФ 1.1.3.4, что означает:

КФ 1 — Оксидоредуктазы
КФ 1.1 — Алкогольоксидоредуктазы
КФ 1.1.3 — Оксидоредуктазы, окисляющие группу CH-OH и восстанавливающие кислород.
КФ 1.1.3.4 — Оксидоредуктазы, окисляющие глюкозу в присутствии кислорода. Всего известно 3 глюкозоксидазы из разных организмов.

## Коды первого уровня
| Класс                   | Катализируемая реакция | Тип реакции                                             | Примеры                              |
| ----------------------- | --- | ------------------------------------------------------- | ------------------------------------ |
| КФ 1 Оксидоредуктазы    | Окислительно-восстановительные реакции. Перенос атомов H и O или электронов от одного субстрата на другой                          | AH + B → A + BH (восстановление) A + O → AO (окисление) | дегидрогеназа, оксидаза              |
| КФ 2 Трансферазы        | Перенос функциональной группы от одного субстрата на другой. Это может быть метильная, ацильная, фосфатная группа или аминогруппа. | AB + C → A + BC                                         | аминотрансфераза, киназы             |
| КФ 3 Гидролазы          | Образование двух продуктов из одного субстрата в результате гидролиза.                                                             | AB + H2O → AOH + BH                                     | липаза, амилаза, протеаза, фосфатаза |
| КФ 4 Лиазы (синтазы)    | Негидролитическое добавление или удаление группы к или от субстрата. Образование C-C, C-N, C-O или C-S связи.                      | RCOCOOH → RCOH + CO2                                    | карбоксилазы                         |
| КФ 5 Изомеразы          | Внутримолекулярная перестановка, то есть изомеризация молекулы субстрата.                                                          | AB → BA                                                 | изомеразы, мутазы и др.              |
| КФ 6 Лигазы (синтетазы) | Соединение двух молекул в результате синтеза новой C-O, C-S, C-N или C-C связи, сопряжённое с одновременным гидролизом АТФ.        | X + Y+ ATP → XY + ADP + Pi                              | синтетазы                            |
| КФ 7 Транслоказы        | Перенос ионов или молекул через мембраны или их разделение в мембранах.                                                            |                                                         | мембранные транспортные белки        |

## История
Схема номенклатуры ферментов была впервые разработана в 1955 году, когда Международный конгресс биохимии в Брюсселе учредил Комиссию по ферментам (Enzyme Commission). Первая версия номенклатуры появилась в 1961 году и включала около 900 ферментов, в версии 1978 года было более 2000 ферментов. Версия 1995 года содержит более 3500 ферментов.